# كلفن يبواه
كلفن يبواه (بالإيطالية: Kelvin Yeboah)‏ هو لاعب كرة قدم إيطالي في مركز الهجوم، ولد في 6 مايو 2000 في أكرا في غانا. شارك مع منتخب إيطاليا تحت 21 سنة لكرة القدم. أما مع النوادي، فقد لعب مع نادي تيرول.

## وصلات خارجية
- كلفن يبواه على موقع الدوري الأمريكي (الإنجليزية)
- كلفن يبواه على موقع قاعدة بيانات كرة القدم.إي يو (الإنجليزية)
- كلفن يبواه على موقع Soccerbase.com (لاعب) (الإنجليزية)
- كلفن يبواه على موقع Soccerway.com (الإنجليزية)
- كلفن يبواه على موقع عالم كرة القدم.نت (الإنجليزية)